# Carbondale, Illinois
Carbondale, Illinois là một thành phố ở tiểu bang Illinois, Hoa Kỳ. Thành phố này thuộc quận Jackson. Thành phố có diện tích km2, dân số là 25.902 người (thời điểm năm 2010).
Carbondale là một thành phố ở trong khu vực phía Nam Illinois. Nó nằm ở ngã ba của Illinois Route 13 và US Route 51, 96 dặm (154 km) về phía đông nam của St Louis, Missouri, trên bờ phía bắc của rừng quốc gia Shawnee. Carbondale là ngôi nhà của khuôn viên chính của trường Đại học Southern Illinois.
Trong năm 1971, Carbondale giành các giải thưởng thành tựu thành phố Mỹ, và là một chung kết trong cuộc thi năm 2009.